# UFCAP
UFCAP un Convertidor de Energía de las Olas (WEC, por sus siglas en inglés), es un aparato diseñado para generar electricidad utilizando la energía de las olas. El dispositivo denominado Arreglo de Bombas de Aire de Flujo Unidireccional (UFCAP, por sus siglas en inglés), es un convertidor de la energía de las olas que fue diseñado para resolver en forma efectiva los problemas fundamentales a los que se enfrentan los WECs y ser una opción comercialmente factible y competitivo frente a otras fuentes de energía renovable.

## Energía de las Olas del Mar
Existen numerosas razones que hacen a la Energía de las Olas del Mar una fuente atractiva sobre otras formas de energía renovable.
En primer lugar, la energía de las olas es una forma concentrada de energía solar, ya que mientras que esta se encuentra alrededor de los 100 W/m², dicha irradiación se concentra en la energía de las olas en niveles de 10,000 a 50,000 W/m de longitud de ola.
En segundo lugar, las olas de mar son un recurso abundante. Y en tercero, los Convertidores de Energía de las Olas (WECs, por sus siglas en inglés), son además una tecnología reciente lo que significa que no está suficientemente desarrollada aún y es posible que un producto emergente compita con las tecnologías actualmente disponibles.
En 1995, había en el mundo sólo ocho plantas conectadas a la red eléctrica, manejando un rango de potencias de 20 a 350 kW con un total de 685 kW de capacidad instalada. Para el 2003 la capacidad instalada de energía en todo el mundo era de 2 MW.

## Desarrollo
El desarrollo de los Convertidores de Energía de las Olas, ha sido todo un reto. Existen varios factores que dificultan el diseño e implementación de los WECs:
- Debido a su naturaleza, los WECs son aparatos de dimensiones enormes. Su tamaño dificulta su manufactura, manipulación, instalación y operación. Dependiendo del diseño, las dimensiones de un equipo completo pueden alcanzar hasta 300 metros de ancho y hasta 33,000 toneladas de peso. Un prototipo puede pesar alrededor de 7000 toneladas.
- Para lograr ser aceptados y cumplir con las regulaciones gubernamentales, deben minimizarse los problemas de impacto a la vida marina, impacto visual, así como el no interferir con la navegación.
- Bajo desempeño debido a la rápida variación de la altura y período de las olas.
- Supervivencia es otro de los problemas a resolver. El océano puede ser un medio poco hospitalario debido a la corrosión, a la incrustación de organismos vivos y a las tormentas. Por ello, los WECs  deben diseñarse pensando en atenuar y soportar grandes cargas, situación que los encarece.
- El costo es probablemente el obstáculo más importante a enfrentar. Debido a que es una tecnología relativamente nueva, el costo de la energía de las olas en 1998 era de 8-12 centavos por kWh el cual es considerablemente más alto que los 3 centavos por kWh que costaba la energía eólica.

Aunque existe el interés por usar fuentes renovables para cubrir las necesidades de energía existentes, las energías renovables, y en particular la Energía de las Olas del Mar, no han tenido el crecimiento y la comercialización que pueden tener. Estos han sido los factores que motivaron la investigación y desarrollo del UFCAP.
El UFCAP ha estado en desarrollo desde el 2003. En el 2004 se inició Investigación de Postgrado que tiene como finalidad evaluar su factibilidad en forma experimental y teórica, así como el pronosticar su desempeño. Este convertidor de energía ha sido evaluado usando modelos analíticos y de dinámica de fluidos por computadora (CFD, por sus siglas en inglés)  para una amplia variedad de condiciones de operación. Se llevó a cabo un estudio de diseño paramétrico para evaluar el diseño propuesto en las costas de la Isla de Vancouver. 

## Funcionamiento
En el océano, la energía potencial de las olas es mayor en la región donde se encuentra la cresta y menor en la zona del valle. Este efecto genera regiones de baja presión y regiones de alta presión.
El sistema UFCAP usa las zonas de baja presión contra las zonas de alta presión para crear un flujo de aire que impulse una turbina y genere electricidad. 
El sistema UFCAP puede describirse como un arreglo de cámaras de aire submarinas que bombean aire en forma unidireccional utilizando la Energía de las Olas del Mar. Se entiende por unidireccional al hecho de que el aire circula siempre en la misma dirección, desde la cámara hacia la turbina a través de conductos de suministro; y desde la turbina a la cámara a través de conductos de retorno. 
Cada cámara de aire tiene dos conductos y dos válvulas de paso. Los conductos de suministro provenientes de todas las cámaras están conectados al múltiple de suministro el cual colecta el aire de todas las cámaras y lo descarga en el conducto central en donde se encuentra la turbina. Una vez que el aire ha pasado a través de la turbina, el múltiple de retorno distribuye el aire a todos los conductos de retorno los cuales regresan el aire a cada una de las cámaras de aire, donde fue el punto inicial, es decir, es un sistema cerrado.
La función de las cámaras de aire es contener el aire submarino aprovechando su forma abovedada. En aguas profundas, el campo de presión es controlado por la altura del agua. Debido al comportamiento de las olas, la altura de las mismas está cambiando todo el tiempo, lo cual provoca cambios en la presión. Mientras la presión aumenta, el aire es bombeado fuera de la cámara a través del conducto de suministro hacia la turbina. Cuando la presión disminuye, el aire es bombeado hacia adentro de la cámara a través del conducto de retorno. Las válvulas de paso son dispuestas una en cada conducto en dirección opuesta de tal forma que el aire sea forzado a pasar a través del conducto de suministro mientras es bombeado fuera de la cámara. El aire que es bombeado dentro de la cámara fluye a través del conducto de retorno. 
Esta es la forma como logramos el flujo unidireccional, que puede ser fácilmente utilizado para alimentar a la turbina en vez de un flujo oscilatorio que requiere de una turbina especial.
Debido al comportamiento sinusoidal de las olas, el aire será bombeado fuera de la cámara mientras la ola esté ganando altura. Existe un segmento de la cresta o del valle de la ola que es casi plano (con cambios de altura prácticamente nulos), el cual produce una zona de transición donde no habrá acción de bombeo. Posteriormente el decremento de la altura de la ola bombeará aire dentro de la cámara. Como consecuencia de dichas zonas de transición, el flujo de aire con una sola cámara sería intermitente, lo cual es indeseable para alimentar una turbina. Esta es la razón por la cual se requiere diseñar un arreglo de cámaras que minimice significativamente este problema de intermitencias.
En un arreglo de cámaras grande, el número de cámaras que se encuentran bajo las zonas de transición sería relativamente constante ya que por cada nueva ola que llega al arreglo, existe otra ola que va saliendo.
La eficiencia de los WECs es impactada grandemente por la longitud de ola ya que estos grandes artefactos han sido construidos para un tamaño específico de olas. Así, su desempeño será óptimo sólo para cierta longitud de ola y su eficiencia disminuirá de manera importante para longitudes de onda diferentes, situación que es indeseable en un medio tan cambiante como es el océano. El diseño modular y tamaño del UFCAP resuelven este problema, lo cual significa una ventaja importante.
Gracias a que consta de un arreglo de cámaras, el UFCAP funciona de forma eficiente para un amplio rango de longitudes de ola, que va desde aproximadamente 1 metro hasta 500 metros de longitud.
Como se mencionó anteriormente, todos los conductos de suministro se conectan al inyector de entrada y todos los conductos de retorno se conectan al múltiple de retorno. El gradiente de presión se espera que sea pequeño. La tarea del inyector de entrada es concentrar y acelerar el flujo de aire de forma que podamos usar una turbina más pequeña que gire a más altas revoluciones por minuto. Después, el aire es dirigido por el múltiple de retorno a todos los conductos de retorno que llevan el aire de regreso a las cámaras de aire.

## Características
La principal ventaja del diseño propuesto puede resumirse en simplicidad.
El UFCAP:
- No cuenta con partes móviles en contacto con el agua, lo cual lo hace más seguro para la flora y fauna marina.
- Está hecho de partes pequeñas para ensamblarse in situ, lo cual facilita su manejo durante la manufactura e instalación.
- Se instala bajo el agua, lo cual minimiza su susceptibilidad a las tormentas y hace posible el uso de contenedores de costos menos elevados; adicionalmente, elimina el impacto visual.
- Usa sólo una turbina unidireccional, lo cual disminuye su complejidad y aumenta su eficiencia.
- No es susceptible a diferencias en la altura, período y dirección de las olas, lo cual elimina la necesidad de rápida sintonización.
- Es un sistema simple con la mayor parte de sus componentes inmóviles, lo cual reduce su mantenimiento y el costo total por kWh a un nivel competitivo.